# 村方乃乃佳
村方乃乃佳（日语：／ Murakata Nonoka，2018年5月31日—），日本童星、童谣歌手。2020年，2岁5个月时参加第35届“宽仁亲王杯日本童谣大赛”，成为该比赛史上最年轻的银奖得主。

## 出演作品

### 動畫電影
- 劇場版 森林家族 來自芙蕾雅的禮物（2023年11月23日）：飾演 克雷姆[4]

### 電視劇
- 誰曾愛過我？（2024年4月9日 - ，TBS）：飾演 豐田美緒[5]

## 外部連結
- YouTube上的村方乃乃佳頻道
- 村方乃乃佳的X（前Twitter）
- 村方乃乃佳的Instagram帳戶